# Mucha Lucha
A ¡Mucha Lucha! amerikai-kanadai-mexikói rajzfilmsorozat, melyet először 2002. augusztus 17-én mutattak be az amerikai-kanadai-mexikói CW Television Network televízió Kids' WB, Teletoon, és Canal 5 nevű gyermekműsorában. Később, két év múlva a Cartoon Network csatornán is sugározták.
A rajzfilm cselekménye a képzeletbeli Lucha Libre nevű városban játszódik le, ahol minden lakos maszkot hord. A rajzfilm főhőse, Pattogó és barátai, Buena Lány és Bolha, azért lettek beíratva a Luchák Legfőbb Hírneves Nemzetközi Iskolájába, hogy Álarcos Birkózókká váljanak. Egyes szabály - soha ne vedd le az álarcodat! Kettes szabály - szerezz egy fantasztikus "lenyomatot", hogy te legyél a bajnok… Egy Álarcos Birkózó élete fegyelemből és fánkokból áll. A szörnyűséges iskolaigazgatónő elhárítása, az összecsapások túlélése a rendetlen barátokkal, és a Tenyeres-Talpas Banda a rivális Szőrös Csukló Akadémiáról, illetve a tanulás és az Álarcos Birkózók Kódexe, mindez azért, hogy az iskolában maradj! Ez egy kimerítő program, amely épphogy annyi energiát hagy a nap végére, hogy megengedj magadnak egy finom fánkot.

## Szinkronhangok
| Szereplő                   | Eredeti hang                                         | Magyar hang        |
| -------------------------- | ---------------------------------------------------- | ------------------ |
| Rikochet (Pattogó)         | Carlos Alazraqui (1-2. évad) Jason Marsden (3. évad) | Molnár Levente     |
| Buena Girl (Buena lány)    | Kimberly Brooks                                      | Bogdányi Titanilla |
| The Flea (Bolha)           | Candi Milo                                           | Előd Álmos         |
| El Rey (Király)            |                                                      | Várkonyi András    |
| Masked Dog (Maszkos Kutya) | Frank Welker                                         |                    |
| Headmistress (Igazgatónő)  | Candi Milo                                           | Halász Aranka      |
| Señor Hasbeena             | Scott McNeil                                         | Zámbori Soma       |
| Mr. Midcarda               | Jason Marsden.                                       | Ujlaki Dénes       |

## Szereplők
- Buena lány: Ő mindig a szabályok szerint csinál mindent. Ha valaki nem úgy csinál valamit, akkor rászól. Nagyon erősen tud harcolni. Kedvenc támadása a buena buldózer.
- Bolha: Gusztustalan, nagyon piszkos a ruhája, így barna színű, a rendes színe fehér a ruhájának. A szüleinek fánkboltja van, sokat jár oda a barátaival, van egy húga. Kedvenc támadása: piszokhalom (nem ismert az igazi neve).
- Pattogó: Nagyon erős, jó játékos. Nagyon furcsa helyzetekbe került. Mindig nagyon butuska, de nagyon jól ki tudja hozni magát a helyzetekből, de ha nem…
- Cindy Slam: Ő egy nagyon gyorsan feldühödő lány. Jó harcos.
- Borsó: Nagyon kedves harcos, nem is szokott harcolni. Kedvenc támadás: ölelés.
- Igazgató: Ő az igazgató, nagyon figyel minden kicsi hibára, ha valamit rosszul csinálnak, rögtön már csak két esélye maradt, ha az volt az első.
- Maszkos kutya: Ő Pattogó kutyája.

## Részek (angolul)

### 1. évad: 2002-2003
1. Back to School / How Rikochet Got His Move Back
2. The Fantastic Backpack / The Naked and the Masked (got a little bit of obscene)
3. Weight Gaining / Heart of Lucha (also known as Big Bad Flea)
4. Woulda Coulda Hasbeena / The Anger of Cindy Slam
5. The Curse of the Masked Toilet / The Mummy with the Golden Mask
6. Pinball Wizard (also known as Pinball Problems) / Not So Buena Girl (also known as The Fortune Donut)
7. Bring Your Dad to Lucha Day / Our Founder
8. Tooth or Dare / The Mask Mitzvah
9. Flea's Fighting Fish (also known as A Little Fishy) / La Flamencita (also known as Dance Disaster)
10. Will the Real El Rey Please Stand Up? / The Musica Man
11. Timmy of a Thousand Masks / All Creatures Masked and Small (also known as Doggone It)
12. Honor Thy Lucha (also known as Trading Card Trouble) / Chinche
13. Mask Away

Megjegyzés: Ennek az évadnak több része is megjelent gyermek mesekönyvekben, azonban több történetnek a címét megváltoztatták.

### 2. évad: 2003-2004
1. Lone Stars / The Littlest Luchadora
2. The Man from M.A.S.K. / The Flea's Bueno Twin
3. Nightmare on Lucha Street / Revenge of the Masked Toilet
4. Calling All Monsters / Pig Out
5. Thrills and Skills / Party Animal
6. Dancing with Bugs / Chain of Fools
7. You Look Radishing (also known as Thief of Radishes) / Lucha, Rinse and Repeat
8. War of the Donuts / Show Me the Funny
9. French Twisted / Hungry Like Los Lobos (also known as Los Lobos De Lucha)
10. Big Buena Sellout / Laying in Ruins
11. Getting Ahead / Los Fabulosos
12. Meet the Muertos / Mask Maker
13. Undercover Flea / Kid Wombat
14. Churro Overload / Mini Mercado of Doom
15. La Bruja / El Niño Loco
16. The Collector
17. The Brat in the Hat (also known as Los Pantalones) / Election Daze
18. Late Night Lucha / Flea at Last
19. Flea's Personal Demons / Virtual Luchadores
20. Cinco De Piñata (also known as Day of the Piñata) / Poocha Lucha
21. Run, Lucha, Run / An Epic Tale Of Heroes And Donuts
22. Attack Of The Luchabots
23. My Hairy Knuckles / Brains Meets Brawn
24. Asphalt of Doom / Hot Hot Hot
25. I was a Pre-Teen Chupacabra / Carnival of Masked Terror
26. Getting His Goat / 10 Rounds of Trouble

Film: ¡Mucha Lucha!: The Return of El Maléfico
Megjegyzés: A rajzfilm zenéje ebben az évadban egy kis változáson esett át. Az utolsó négy évad zenéje a következő évad zenéjét vezette be.

### 3. évad 2004-2005 (Mucha Lucha Gigante)
1. Buena Basura / Shamrock and Roll
2. Spider and the Flea / The Incredible Penny Plutonium
3. Dare to Lucha / Monkey Business
4. Dawn of the Donuts / Yo Ho Ho and a Bottle of Horchata
5. Big Worm / Medico Mayhem
6. Banditos de los Muertos / Field of Screams
7. Slamazon and On… / Buena on Wheels
8. A Whole Lot of El Rey / Doomien
9. The Match Before Christmas (also known as A Mucha Mucha Christmas)
10. Call of the Mild
11. Niko Sushi's Happy Battle Funtime Dome 3000 / Smarticus
12. Mars Madness / Fears of a Clown
13. The Magnificent Three